# Gwiazdozbiór Raka
Rak (łac. Cancer, dop. Cancri, skrót Cnc) – 31. co do wielkości, najsłabsza konstelacja z 12 gwiazdozbiorów zodiakalnych, leżąca na północnym niebie między Bliźniętami i Lwem. Jest to konstelacja mała i składająca się ze słabych gwiazd. Najjaśniejsze gwiazdy zostały skatalogowane w Almageście Ptolemeusza. W Polsce widoczna od zimy do wiosny. Liczba gwiazd widocznych nieuzbrojonym okiem: około 60.
Współcześnie utrwalona nazwa gwiazdozbioru oznacza skorupiaka – w zależności od lokalnych uwarunkowań kraba lub raka (w rozumieniu taksonomii ludowej).

## Mity oraz legendy
Wiele postaci mitologicznych musiało spotkać się z nieznanym niebezpieczeństwem, wykonać coś niemal niemożliwego lub zabić niepokonanego potwora, żeby zapracować sobie na miejsce na firmamencie. Rola Raka była jednocześnie krótka i mało widowiskowa. Rak jest gwiazdozbiorem starożytnym, związanym ze słynnymi dwunastoma pracami Heraklesa. Gwiazdozbiór ten przedstawia wielkiego raka Karkinosa, który na rozkaz bogini Hery zaatakował znienawidzonego przez nią Heraklesa, syna Zeusa i mykeńskiej księżniczki Alkmeny. Skorupiak poległ w walce z herosem, jednak pani nieba doceniła jego ofiarę i z wdzięczności umieściła na nieboskłonie (podobnie jak hydrę).
Według Eratostenesa po pokonaniu Tytanów bogowie olimpijscy musieli się rozprawić z Gigantami. Dwaj bogowie, Dionizos i Hefajstos, jechali na bitwę na osłach. Kiedy się zbliżali, ich osły zaczęły ryczeć, a Giganci, którzy nigdy wcześniej nie słyszeli ryku osła, uciekali w popłochu. Dionizos wyniósł skromne osły na niebo i umieścił je obok siebie po obu stronach małego pasemka zwanego przez Greków Phatne 'żłób'. Teraz wiemy, że to pasemko jest gromadą gwiazd, popularnie nazywaną Ulem, ale znana też jako Praesepe, która to łacińska nazwa oznacza zarówno 'żłób' jak i 'ul'.
W starożytnym Egipcie widziano w nim skarabeusza, świętego chrząszcza, symbol nieśmiertelności.

## Gwiazdy Raka
Rak jest najbledszym z gwiazdozbiorów zodiaku. Z miast i z większości przedmieść nawet na ciemnym niebie wygląda po prostu jak puste miejsce pomiędzy gwiazdozbiorami Bliźniąt i Lwa. Nie jest spektakularny, a jego gwiazdy piątej i szóstej wielkości niezbyt przypominają raka. Interesujące są Gamma (γ) i Delta (δ) Raka, leżące w pobliżu centrum, noszące łacińskie nazwy Asellus Borealis i Asellus Australis, czyli „osioł północny” i „osioł południowy”.
- Najjaśniejsza gwiazda Beta Cancri (β Cnc;3,5m), znana pod arabską nazwą Tarf, co oznacza „koniec” (nogi Raka). Jest to olbrzym typu K odległy od Słońca o 290 lat świetlnych. W odległości 29 sekund łuku towarzyszy mu czerwony karzeł o jasności 14m[4].
- Druga co do jasności, Delta Cancri (δ Cnc; 3,94m), to drogowskaz wskazujący na popularną gromadę otwartą Żłóbek. Ten pomarańczowy olbrzym jest odległy od nas o 180 lat świetlnych. Wyróżnia ją mało znana, ale bardzo długa nazwa. Przez starożytnych Babilończyków była nazywana Arkushanangarushashutu, co oznaczało gwiazdę południowo-wschodnią Raka. Położona praktycznie na linii ekliptyki, w związku z czym często zakrywa ją Księżyc. To pierwsza gwiazda, dla której odnotowano zakrycie przez Jowisza – zjawisko to nastąpiło 3 września 240 roku p.n.e.
- Trzecia co do jasności gwiazda to Jota Cancri (ι Cnc; 4,03m). W istocie to układ podwójny składający się z żółtego olbrzyma typu G (4,2m) oraz białego karła typu A (6,58m). Gwiazdy te odległe są od siebie o 30,5″.
- Czwartą co do jasności gwiazdą jest Alfa Cancri (α Cnc; 4,26m). Jej arabska nazwa to Acubens, co oznacza „kleszcze”. oddalona od nas o 174 lata świetlne i posiada co najmniej jednego towarzysza – α Cnc B (11m), odległego o zaledwie 11,3″. Przypuszcza się, że sama α Cnc A jest bardzo ciasnym układem podwójnym. Wskazują na to analizy wyników obserwacji zakrycia gwiazdy przez Księżyc.
- Godny uwagi układ gwiazd znajduje się w Zeta Cancri (ζ Cnc; 4,67m), nazwanej po łacińsku Tegmine, co znaczy „pancerz kraba”. Mamy tu do czynienia z czterema gwiazdami w dwóch układach podwójnych oddalonych od siebie o 5,06″. Pierwsza para, ζ Cnc A i B, to niemal bliźniacze (5,58 i 5,99m) białożółte karły znajdujące się w swojej ewolucji w ciągu głównym gwiazd. Na niebie dzieli je zaledwie sekunda łuku. Druga para, ζ Cnc C i D, składa się z jasnego karła typu G (6,18m), któremu towarzyszy czerwony karzeł o jasności 10m. Gwiazdy odległe są o 0,3″. Podwójną naturę ζ Cnc odkrył w 1756 roku niemiecki fizyk Johann Mayer. Obserwacje wskazują, że układy obiegają się wzajemnie z okresem około 1100 lat, natomiast składniki poszczególnych układów dokonują wzajemnego obiegu w czasie 59,6 roku (A i B) oraz 17 lat (C i D).

## Interesujące obiekty
- W obrębie gwiazdozbioru Raka znajduje się jedna z najjaśniejszych gromad otwartych, oznaczona symbolem M44 (NGC 2632), która nazywana jest jeszcze gromadą Ul, Żłobkiem lub Praesepe – co po łacinie oznacza zarówno „ul”, jak i „żłobek”. Gromada ta składa się z rozproszonych gwiazd szóstej wielkości i słabszych, i zajmuje obszar ponad trzykrotnie większy od Księżyca w pełni. To ciało niebieskie było rozpoznawane przez starożytnych Greków i Rzymian. Jest to bowiem jeden z kilkunastu obiektów katalogu Charles’a Messiera widocznych gołym okiem – o jasności 3,7m. Gromada jest odległa od Słońca o około 577 lat świetlnych i ma około 730 milionów lat. Składa się z co najmniej 300-350[3] gwiazd o łącznej masie około 55 mas Słońca. Większość gwiazd to czerwone karły (63%), 30% zaś (a więc prawie wszystkie pozostałe) to gwiazdy podobne do Słońca – karły typów widmowych F, G i K. Niedaleko gromady znajdują się dwie wyróżniające się gwiazdy: Gamma (γ) i Delta (δ) Cancri.

Przypuszcza się, że M44 i Hiady z Byka mają wspólne pochodzenie, choć dzielą je setki lat świetlnych. Być może w wyniku oddziaływań grawitacyjnych pierwotna gromada została rozdzielona, a w ciągu kilkuset milionów lat obiekty oddaliły się od siebie na tak dużą odległość.
- Gromada otwarta M67 (NGC 2682), położona na zachód od α Cnc, leży około 2600 lat świetlnych od nas. Została odkryta w 1779 roku przez niemieckiego astronoma Johanna Koehlera. Ma jasność około 6,1m. Jej wiek ocenia się na 3,2 – 5 miliardów lat, co czyni ją jedną z najstarszych znanych gromad otwartych w Drodze Mlecznej[3][5]. Składa się z kilkuset gwiazd, z czego około setka teraz podobnych jest do Słońca. Można w niej dostrzec wiele czerwonych olbrzymów oraz tak zwanych błękitnych maruderów – co świadczy o jej zaawansowanym wieku. Gdy powstawała M67, jej masa mogła być nawet 10 razy większa niż obecnie – teraz masę szacuje się na około 1400 mas Słońca. Pięknie prezentuje się w teleskopie, dlatego warto poświęcić nieco czasu na studium tego obiektu.
- W Raku znajduje się kilka obiektów głębokiego nieba, to jednak bardzo słabe galaktyki. Najjaśniejsza z nich to NGC 2775 (10,4m), odkryta przez Williama Herschela w 1783 roku. Obiekt odległy od nas o około 55,5 milionów lat świetlnych, a znajduje się tuż pod Kappa Cancri. Galaktyka ma liczne ramiona spiralne oraz wiele obszarów zjonizowanego wodoru, co oznacza że niedawno przechodziła epokę gwałtownych procesów gwiazdotwórczych.

Przed ponad 2 tysiącami lat w zachodniej części konstelacji znajdował się punkt przesilenia letniego, a czwarty znak Zodiaku, znak Raka, przebiegał przez ten właśnie gwiazdozbiór. Wskutek precesji osi ziemskiej znak Raka znalazł się w naszych czasach prawie w całości w granicach gwiazdozbioru Bliźniąt. Przez gwiazdozbiór Raka przebiega obecnie 20° ekliptyki: 1/15 znaku Raka i 3/5 znaku Lwa. Słońce wędruje na tle gwiazdozbioru Raka między 21 lipca a 10 sierpnia.

## Rój meteorów
Na tle gwiazdozbioru znajduje się styczniowy radiant styczniowego roju meteorów, zwanego Cancerydami, który w 2007 roku został wraz z kilkoma innymi rojami (między innymi Virginidami, Piscydami, Sagittarydami, Północnymi delta Akwarydami oraz Chi Orionidami) włączony w jeden rój, określony mianem Antyhelionu. Radiant tego roju jest bardzo rozległy, gdyż zajmuje obszar 20×10 stopni i prawdopodobnie może w jego skład wchodzi kilka podradiantów. Ciałami macierzystymi tego zbiorczego roju są liczne drobne ciała Układu Słonecznego, jednak trudno jednoznacznie wskazać które, z powodu skąpego materiału obserwacyjnego.